# Sabancı Holding
La Hacı Ömer Sabancı Holding A.Ş. (comunemente nota come Sabancı Holding) è un conglomerato industriale e finanziario turco con sede a Istanbul, specializzato in servizi finanziari, energia (produzione e distribuzione di elettricità), edilizia, vendita al dettaglio e industria.
Fondata nel 1967 dalla famiglia Sabancı, che continua a detenerne la quota di maggioranza, la holding è quotata alla Borsa Istanbul dal 1997.

## Panoramica
Le società del Gruppo Sabancı operano in 13 Paesi e commercializzano i loro prodotti in Europa, Medio Oriente, Asia, Nord America e America Latina.
La holding opera attraverso i segmenti bancario, industriale, retail, edile e altri. Offre inoltre servizi bancari aziendali e di investimento, nonché sistemi di pagamento, operazioni di tesoreria, servizi di brokeraggio assicurativo, gestione patrimoniale e leasing finanziario. I partner commerciali di Sabancı comprendono aziende multinazionali come Ageas, Bridgestone, Carrefour, E.ON, HeidelbergCement, Marubeni e Komatsu.
La famiglia Sabancı è l'azionista di maggioranza della società, mentre il 49,11% è quotato in borsa. Le azioni proprie della Sabancı Holding e le azioni delle sue 11 controllate quotate in borsa costituivano il 6% della capitalizzazione totale del mercato azionario turco alla fine del 2021.

## Top management
Dal 2004 la presidente del consiglio di amministrazione è Güler Sabancı, membro di terza generazione della famiglia Sabancı, nominata dopo la morte dello zio Sakıp Sabancı, che era rimasto alla guida dalla fondazione nel 1967. Vicepresidente è Erol Sabancı.
Gli altri membri del consiglio di amministrazione sono Cenk Alper (amministratore delegato della società), Saime Gonca Artunkal (per conto di Sakıp Sabancı Holding A.Ş.), Serra Sabancı, Suzan Sabancı Dinçer, Ahmet Erdem, Hayri Çulhacı, e Mehmet Kahya.

## Concorrenza
Il maggior concorrente del gruppo è la Koç Holding, primo conglomerato industriale in Turchia.

## Filantropia
Nel 1974 la famiglia Sabanci ha istituito la Fondazione Hacı Ömer Sabanci, che nel corso degli anni ha costruito più di 120 scuole, dormitori, ospedali, impianti sportivi, centri culturali e strutture sociali in varie località della Turchia.
Oltre ad aver offerto borse di studio a più di 50 mila studenti, dal 2007 la fondazione ha sostenuto un totale di 173 progetti di organizzazioni non governative.